# Шерідан (округ, Небраска)
Шаблон:StateAbbr_ 42°30′ пн. ш. 102°26′ зх. д. / 42.5° пн. ш. 102.43° зх. д.
Округ Шерідан (англ. Sheridan County) — округ (графство) у штаті Небраска, США. Ідентифікатор округу 31161.

## Історія
Округ утворений 1885 року.

## Демографія
За даними перепису
2000 року
загальне населення округу становило 6198 осіб, усе сільське.
Серед мешканців округу чоловіків було 3035, а жінок — 3163. В окрузі було 2549 домогосподарств, 1729 родин, які мешкали в 3013 будинках.
Середній розмір родини становив 2,95.
Віковий розподіл населення поданий у таблиці:
| Стать    | До 15 років | 15-21 | 22-29 | 30-39 | 40-49 | 50-65 | 65-85 | Понад 85 |
| -------- | ----------- | ----- | ----- | ----- | ----- | ----- | ----- | -------- |
| Чоловіки | 648         | 311   | 210   | 324   | 468   | 494   | 518   | 62       |
| Жінки    | 588         | 275   | 223   | 309   | 509   | 496   | 618   | 145      |

## Суміжні округи
- Оглала-Лакота, Південна Дакота — північ
- Черрі — схід
- Грант — південний схід
- Гарден — південь
- Моррілл — південний захід
- Доз — захід
- Бокс-Б'ютт — захід